# 史蒂夫·米希利爾
史蒂夫·米希利爾（法語：Steve Missillier，1984年12月12日—），法國高山滑雪運動員、士官。米希利爾在2010年溫哥華冬奧和2014年索契冬奧代表法國出賽，其中2014年冬季奧運會獲得一枚銀牌。

## 外部連結
- 個人網站